# 기르메이 게브레슬라시에
기르메이 게브레슬라시에 엠바예(티그리냐어: ግርማይ ገብረስላሰ አምባዬ, 1995년 11월 14일 ~ )는 에리트레아의 육상 선수로 주 종목은 마라톤이다. 2015년 세계 육상 선수권 대회 마라톤에서 우승했다. 그리고 2016년 하계 올림픽에서는 4위를 기록했다.

## 개인 최고 기록
| 종목        | 시간     | 장소                   | 날짜             |
| ----------- | -------- | ---------------------- | ---------------- |
| 10000m      | 28:33.37 | 네덜란드 헹엘로        | 2012년 5월 27일  |
| 10km        | 28:21    | 스웨덴 예테보리        | 2014년 5월 18일  |
| 15km        | 42:43    | 스웨덴 예테보리        | 2014년 5월 18일  |
| 20km        | 57:07    | 덴마크 코펜하겐        | 2014년 3월 29일  |
| 하프 마라톤 | 1:00:09  | 독일 파더보른          | 2013년 3월 30일  |
| 25km        | 1:13:42  | 미국 일리노이주 시카고 | 2014년 10월 12일 |
| 30km        | 1:28:46  | 미국 일리노이주 시카고 | 2014년 10월 12일 |
| 마라톤      | 2:07:47  | 독일 함부르크          | 2015년 4월 28일  |